# Сурогатна кінцева точка
У клінічних випробуваннях сурогатна кінцева точка (або сурогатний маркер) є мірою ефекту конкретного лікування, яка може корелювати з реальною клінічною кінцевою точкою, але не обов’язково мати гарантований зв’язок. Національний інститут здоров’я (США) визначає сурогатну кінцеву точку як «біомаркер, призначений для заміни клінічної кінцевої точки».  
Сурогатні маркери використовуються, коли первинна кінцева точка є небажаною (наприклад, смерть) або коли кількість подій дуже мала, що робить непрактичним проведення клінічного випробування для збору статистично значущої кількості кінцевих точок. FDA та інші регуляторні органи часто приймають докази клінічних випробувань, які демонструють пряму клінічну користь на сурогатні маркери. 
Сурогатні кінцеві точки можна отримати з різних модальностей, таких як поведінкові чи когнітивні показники, або біомаркери з електроенцефалографії (кЕЕГ), МРТ, ПЕТ або біохімічні біомаркери.
Корелят не є сурогатом. Поширеною помилкою є уявлення про те, що якщо результат є корелятом (тобто корелює зі справжнім клінічним результатом), його можна використовувати як дійсну сурогатну кінцеву точку (тобто заміну справжнього клінічного результату). Однак належне обґрунтування такої заміни вимагає, щоб вплив втручання на сурогатну кінцеву точку передбачав вплив на клінічний результат: це набагато сильніша умова, ніж кореляція.   У цьому контексті використовується термін критерії Прентіса. 
Термін «сурогат» не слід використовувати при описі кінцевих точок. Натомість описи результатів та інтерпретації мають бути сформульовані в термінах, які вказують на конкретну природу та категорію оцінюваної змінної. 
Сурогатною кінцевою точкою клінічного випробування є лабораторне вимірювання або фізична ознака, яка використовується як заміна клінічно значущої кінцевої точки, що безпосередньо вимірює, як пацієнт почувається, функціонує чи виживає. Очікується, що зміни сурогатної кінцевої точки, викликані втручанням, відображатимуть зміни клінічно значущої кінцевої точки. 

## Приклади

### Серцево-судинні захворювання
Частим прикладом є холестерин. Хоча підвищений рівень холестерину збільшує ймовірність серцевих захворювань, цей зв’язок не є лінійним: у багатьох людей з нормальним рівнем холестерину розвиваються серцеві захворювання, а у багатьох із високим рівнем холестерину – ні. «Смерть від хвороби серця» є кінцевою точкою, але «холестерин» є сурогатним маркером. Клінічне випробування може показати, що певний препарат (наприклад, симвастатин) ефективний у зниженні рівня холестерину, не показуючи прямо, що симвастатин запобігає смерті. Докази ефективності симвастатину у зниженні серцево-судинних захворювань були представлені лише через п’ять років після його початкового впровадження, і лише в якості вторинної профілактики.  В іншому випадку компанію AstraZeneca звинуватили в тому, що вона продає розувастатин без надання точних даних про кінцеві точки, покладаючись натомість на сурогатні. Компанія відповіла, що розувастатин був протестований на більших групах пацієнтів, ніж будь-який інший препарат у цьому класі, і що його ефект має бути порівнянним з іншими статинами. 

### Рак
В онкології яскравим прикладом сурогатної кінцевої точки є показник виживаність без прогресування. Існують приклади протипухлинних ліків, схвалених на основі цього показника, які не показали покращення загальної виживаності в наступних дослідженнях. Для лікування раку молочної залози бевацизумаб спочатку отримав схвалення FDA, але згодом дозвіл на його продаж відкликали.   Альтернативою може бути показник "Загальна корисність лікування".  

### Інфекційні захворювання
У дослідженні ВІЛ/СНІДу в якості сурогатних маркерів використовують кількість CD4-клітин і вірусне навантаження. 
У дослідженні гепатиту С використовується сурогатна кінцева точка «стійка вірусологічна відповідь». Достовірність цієї сурогатної кінцевої точки для прогнозування клінічних результатів була поставлена під сумнів.  
Для деяких вакцин (проти сибірської виразки, проти гепатиту А тощо) як сурогатний маркер ефективності використовують індукцію виявлених антитіл у крові, оскільки зараження людей фактичним збудником вважається неетичним. 

### Хвороба Альцгеймера
Біомаркери плазми можуть бути сурогатними кінцевими точками у клінічних дослідженнях хвороби Альцгеймера.  Наприклад p-tau181 плазми потенційно може використовуватися для моніторингу широкомасштабних популяційних втручань.

## Критика
Існує низка випадків, коли дослідження з використанням сурогатних маркерів використовувалися для демонстрації користі від конкретного лікування, але пізніше повторне дослідження, яке вивчало реальні кінцеві точки, не показало користі або навіть показало шкоду від лікування.  У 2021 році FDA зазнало жорсткої критики за схвалення препарату від Альцгеймера під назвою Aduhelm на основі оцінки сурогатної кінцевої точки, яка, як пізніше було показано, базувалася на шахрайських даних.  

## Рекомендації
Використання сурогатних кінцевих точок в рандомізованих контрольованих дослідженнях є джерелом занепокоєння для клініцистів та епідеміологів. Це питання було розглянуто в двох Рекомендаціях щодо звітності під назвою CONSORT і SPIRIT   які допомогають дослідникам надавати результати оцінки сурогатних кінцевих точок в рандомізованих контрольованих дослідженнях .